# Pesenbach (Donau)
Der Pesenbach ist ein rund 35 km langer linker Zufluss der Donau im Mühlviertel in Oberösterreich.

## Name
Der Bach wurde Anfang des 12. Jahrhunderts als Povsinpach erstmals schriftlich erwähnt. Der Name entstand wahrscheinlich durch Zusammenrückung aus mittelniederdeutsch „(ze dem) boesen bache“ im Sinne von „bösartiger, schädigender Bach“. Vermutlich nahm das Benennungsmotiv Bezug auf eine verheerende Auswirkung bei Hochwasser.

## Lauf und Landschaft
Der Pesenbach entsteht aus dem Zusammenfluss zweier Quellbäche, dem Edelbach und dem Loizenbach, beim Ort Pesenbach in der Gemeinde St. Johann am Wimberg. Er fließt zunächst in südwestlicher, dann vorwiegend in südlicher Richtung und durchfließt als einzigen größeren Ort Niederwaldkirchen. Südlich von St. Martin im Mühlkreis hat er das Pesenbachtal geformt, einen Durchbruch durch das harte Gestein (Weinsberger Granit und Grobkorngneis) am Südrand der Böhmischen Masse. Bei Bad Mühllacken erreicht er das Eferdinger Becken und fließt in etwa parallel zur Donau Richtung Osten. Der Mündungsbereich wurde beim Bau des Kraftwerks Ottensheim-Wilhering stark verändert, der Pesenbach mündet jetzt rund 3 km oberhalb der ursprünglichen Mündung in ein breites, reguliertes Gerinne, das aus einem Donaualtarm geschaffen wurde und sich unterhalb des Kraftwerks mit der Donau vereinigt.
Der Pesenbach weist vier recht unterschiedliche Gefällsabschnitte auf. Dem rund 6 km langen Oberlauf mit einem mittleren Gefälle von 2,9 % schließt sich ein 14 km langer Abschnitt mit nur 8,5 ‰ Gefälle an. Es folgt die rund 2,5 km lange, steile Durchbruchstrecke mit 5,0 % Gefälle. Der Unterlauf im Eferdinger Becken ist wiederum sehr flach mit einem Gefälle von rund 2 ‰.

## Einzugsgebiet und Wasserführung
Der Pesenbach entwässert ein Einzugsgebiet von 103,6 km². Davon sind 33 % Ackerflächen, 34 % Grünland und 24 % Wald.
Der mittlere Abfluss am Pegel Pesenbach, 8,8 km oberhalb der Mündung, beträgt 0,72 m³/s. Die Abflussspende von 10,4 l/s·km² ist deutlich niedriger als die benachbarter Flüsse wie Große Mühl (19,0 l/s·km²) oder Große Rodl (14,6 l/s·km²). Der Pesenbach weist ein ausgeprägtes winterpluviales Abflussregime auf. Das Abflussmaximum ist während der Wintermonate, der abflussreichste Monat ist dabei der März mit 1,45 m³/s. Die Abflussminima werden im September (0,32 m³/s) und Oktober (0,36 m³/s) gemessen, ein sekundäres Minimum tritt im Juni auf (0,43 m³/s). Das Abflussregime wird dabei nicht in erster Linie von den Niederschlägen, sondern von der Verdunstung geprägt, daher sind die Abflüsse im Winter am höchsten.

## Ökologie
Der Pesenbach wird als naturnah eingestuft, er ist teilweise mäandrierend und weist häufig ein breites Uferbegleitgehölz auf, das vorwiegend aus Weiden, Erlen, Eschen und Pappeln gebildet wird.
Das Pesenbachtal mit seinem natürlichen Bachlauf ist als Naturschutzgebiet ausgewiesen. Neben ausgedehnten Fichtenwäldern weist es naturnahe Eichen-Hainbuchen-Wälder und Buchenwälder auf.
In den 1990er Jahren wies der Pesenbach Gewässergüteklasse II-III auf, heute wird er im Oberlauf in Klasse I-II, ab Niederwaldkirchen in Klasse II eingestuft.
Der Bachlauf ist durch mehrere Wasserkraftanlagen unterbrochen.
Der Oberlauf gehört zur Forellenregion mit der Bachforelle als typischem Fisch. Im Unterlauf geht der Pesenbach in die Barbenregion über, hier finden sich Barbe und Nase.